# نگهش دار نیفته
«نگهش دار نیفته» (به انگلیسی: Hold It Don't Drop It) تک‌آهنگی از هنرمند اهل ایالات متحده آمریکا جنیفر لوپز است که در ۱۱ ژانویه ۲۰۰۸ منتشر شد. این تک‌آهنگ در آلبوم شجاع (آلبوم جنیفر لوپز) قرار داشت.